# Соерс, Сидни
Сидни Уильям Соерс (англ. Sidney William Souers; 30 марта 1892 — 14 января 1973) — американский адмирал и эксперт разведки. В разведывательном сообществе занимал должности:
- Директор Центральной разведки, 1946.
- Исполнительный секретарь Совета Национальной безопасности, 1947—1950.
- Специальный консультант президента по военным и иностранным делам, 1950—1953.

## Биография
30 марта 1892 года — родился в Дейтоне, штат Огайо.
1911—1912 годы — учился в университете Пердью.
1914 год — учился в университете Майами, глава студенческой группы «Дельта Каппа Эпсилон».
1920—1925 годы — президент компании «Ипотека по ценным бумагам», Нью-Орлеан.
1922—1928 годы — президент и основатель, первого акционерного земельного банка в Америке.
1925—1926 годы — должностное лицо исполнительной власти, владелец магазинов «Piggly Wiggly», Мемфис.
1925—1930 годы — Исполнительный вице-президент по банка и транспортной компании, Нью-Орлеан.
1927—1930 годы — должностное лицо руководства новоорлеанского порта.
29 апреля 1929 года — присвоено звание лейтенант-коммандера (капитана 3-го ранга) ВМС США в запасе.
1929—1934 годы — Член совета директоров авиационной корпорации.
1930—1933 годы — вице-президент государственной страховой компании, Сент-Луис.
1932—1940 годы — сотрудник военно-морской разведки в запасе, (бездействующий статус).
1933—1973 годы — должностное лицо исполнительной власти во Всеобщей Американской компании по страхованию жизни.
22 июля 1940 года — призван к действительной военной службе.
24 июля 1944 года — стал помощником директора Управления военно-морской разведки, Управление начальника морских операций, Департамент ВМС США.
8 ноября 1945 года — назначен заместителем начальника военно-морской разведки, причём сразу в звании контр-адмирала.
23 января 1946 года — назначен директором Центральной разведки, Центральной разведывательной группы.
22 июля 1946 года — освобожден от исполнения служебных обязанностей.
1947—1950 годы — исполнительный секретарь Совета Национальной безопасности.
1950—1953 годы — специальный консультант президента по военным и иностранным делам.
14 января 1973 года — умер в Сент-Луисе, штат Миссури.